# Poldirad
Le Poldirad est un radar météorologique de recherche à diversité de polarisation de l'Institut de physique de l'atmosphère (IPA) du Deutsches Zentrum für Luft- und Raumfahrt (DLR), qui permet, entre autres, de visualiser les différentes phases des précipitations à l'intérieur d'un nuage. Il est situé à Oberpfaffenhofen à 25 km au sud-ouest de Munich en Allemagne, mais est susceptible d'être déplacé, en particulier lors de campagnes de mesures.

## Histoire et rôle
Le radar météorologique Poldirad est utilisé depuis 1986 conjointement avec l'Institut de technologie hautes fréquences du DLR. Il permet de recevoir l'intensité des échos de précipitations (réflectivité), leur vitesse de déplacement (par effet Doppler-Fizeau), la largeur du spectre de vitesse ainsi que le rapport des caractéristiques de polarisation et de réflectivité entre les canaux verticaux et horizontaux (voir Double polarisation).
Le radar est utilisé pour l'étude de la micro-physique des nuages et des différents types de précipitations : grêle, pluie, neige, grésil, etc. Il sert autant pour l'étude des nuages convectifs comme les orages que pour les systèmes synoptiques comme les fronts et la pluie verglaçante. Entre autres, la recherche sur la corrélation entre la foudre et la production de NOx est un sujet récent d'étude.
Poldirad et DLR participent à de nombreux échanges scientifiques. Entre autres, une campagne de mesure météorologique appelée COPS (Convective and Orographically-induced Precipitation formation Study) s'est déroulée à la frontière franco-allemande durant l’été 2007 avec pour objectif principal d'étudier l'influence de la topographie sur la formation des systèmes organisés de pluie pour améliorer les modèles de prévision numérique du temps. Le radar Poldirad de bande C et un autre radar en bande X à  environ 30 km au sud furent utilisés pour mesurer le champ des précipitations sur le domaine de recherche.

## Caractéristiques

### Radar principal
Le radar Poldirad utilise une antenne parabolique avec une cornet d'alimentation décentré (« parabole offset ») ce qui permet de minimiser les zones de blocages causées par le support du cône. Il émet sur la bande C à 5,504 GHz (longueur d'onde de 5,45 cm). Le diamètre de l'antenne est de 5 mètres ce qui lui donne une résolution horizontale et verticale de 1°. La puissance du transmetteur est de 400 kW et il peut émettre des ondes polarisées linéairement, circulairement et elliptiquement en variant électroniquement plutôt que mécaniquement l'angle de son faisceau. Il utilise une fréquence de répétition des impulsions entre 160 et 2400 hertz avec des impulsions variant entre 2 µs et 0,5 µs µs ce qui lui donne une portée maximale de 300 km.

### Bistatique
DLR utilise également depuis 1998 trois antennes réceptrices placées à  une certaine distance et à angle avec le radar principal pour capter les échos réfléchis dans les directions latérales. Ce principe de radar bistatique permet de d'obtenir la direction radiale des vents depuis deux direction ou plus, ce qui permet d'extraire une meilleure représentation des vents en trois dimensions dans les orages. La coordination entre l'émission du radar et la réception des antennes secondaires doit être excellente afin de pouvoir identifier le temps passé entre l'émission et la réception. Ceci est particulièrement difficile dans le cas de Poldirad qui utilise  un émetteur à magnétron dont la phase est incohérente.